# Tuljan mjehuraš
Tuljan mjehuraš (lat. Cystophora cristata) je arktički perajar koji živi samo u srednjem i zapadnom dijelu sjevernog Atlantskog oceana, s rasponom od Svalbarda na istoku do Zaljeva sv. Lovrijenca na zapadu.
Naziv roda Crystophora na grčkom jeziku znači 'onaj koji ima mjehur', zbog čudnog napuhanog privjeska na nosu odraslih mužjaka. Zbog toga se i na hrvatskom jeziku naziva tuljan mjehuraš. 

## Opis
Odrasli mužjaci u prosjeku su dugi 2,74-3,04 metara, a teški su 408 kilograma. Spolni dimorfizam je izražen još od rođenja, pa su ženke znatno manje, u prosjeku su duge 1,83-2,14 metara, a teške su 317 kilograma. Boja tuljana mjehuraša je srebrna; tijelo je posuto tamnim, nepravilnim mrljama. Glava je tamnija od tijela, na njoj nema nikakvih mrlja.  
Odrasli mužjaci na čelu i nosu imaju izbočinu nalik na kapu, koja ne visi prema dolje, za razliku od izbočina kod morskih slonova. Ta izbočina nastaje kada je muški tuljan star četiri godine. Mužjaci mogu napuhati izbočinu, tako da bude veličine njihove glave.

## Način života
Od travnja do lipnja, nakon sezone parenja, ovaj tuljan putuje na daleke udaljenosti da nađe hranu ili eventualno na kraju se okupe na zasebnim područjima na kojima se mitare od lipnja do kolovoza. Nakon mitarenja, ponovno se rasprše i traže hranu u kasno ljeto i jesen prije povratka na područja parenja u kasnu zimu. Glavna četiri područja na kojima se pare su: Zaljev sv. Lovrijenca, istok Newfoundlanda, Davisov prolaz (između Grenlanda i sjeverne Kanade) i West Ice u blizini Jan Mayena.

## Prehrana i prirodni neprijatelji
Prehrana se uglavnom svodi na dubokovodne ribe kao što su škarpina, haringe, Grenlandska ploča, bakalar, kapelin, iverak, a tu su i lignje, hobotnica, škamp i dagnja. Kad traži hranu, roni do dubine od 100-600 metara, a u vodi može ostati i do 15 minuta, ali nađeni su i neki primjerci koji mogu roniti do 1000 metara čak i do sat vremena.
Prirodni neprijatelji ovom tuljanu su polarni medvjed i orka.

## Potomci
Mladi tuljani pri rođenju su dugi oko 1 metar, a teški 24 kilograma. Rođeni su na ledu od sredine ožujka do početka travnja. Tijelo im je škriljasto plavo-sive boje, a trbuh je blijede kremaste boje. Ženke spolnu zrelost steknu s 3-6, a mužjaci s 5-7 godina. Životni vijek ovim tuljanima je 30-35 godina. 